# Estação Édouard-Montpetit
A Estação Édouard-Montpetit é uma das estações do Metrô de Montreal, situada em Montreal, entre a Estação Université-de-Montréal e a Estação Outremont. Faz parte da Linha Azul.
Foi inaugurada em 04 de janeiro de 1988. Localiza-se no cruzamento do Boulevard Édouard-Montpetit com a Avenida Vincent-D'Indy. Atende o distrito de Côte-des-Neiges–Notre-Dame-de-Grâce.